# IES Mossèn Alcover
L'Institut d'Educació Secundària Mossèn Alcover és un institut de Manacor fundat l'1 d'octubre de 1970. Pilar Rodríguez Rábanos en va ser la primera directora. En aquell primer moment l'institut es va instal·lar en un quarter abandonat vora l'estació de tren, on ara es troba el col·legi Simó Ballester. A causa del mal estat de l'edifici, es va iniciar el projecte de construcció d'un nou centre situat al barri d'Es Canyar. Aquest es va inaugurar el 1975, amb el nom "Instituto de Bachillerato Mossèn Alcover". Com en l'antic edifici, s'hi va començar a impartir batxillerat nocturn i diürn. Hi havia 600 alumnes i 60 docents, xifres que s'ha duplicat en l'actualitat. L'edifici, on també està situada l'Escola Oficial d'Idiomes de Manacor, està dividit en diferents blocs: bloc nord, bloc sud, oficines, laboratoris i gimnàs. Està situat a la Ronda de l'Institut s/n. El nom del centre fa referència a Mossèn Antoni Maria Alcover.